# Vetešnictví

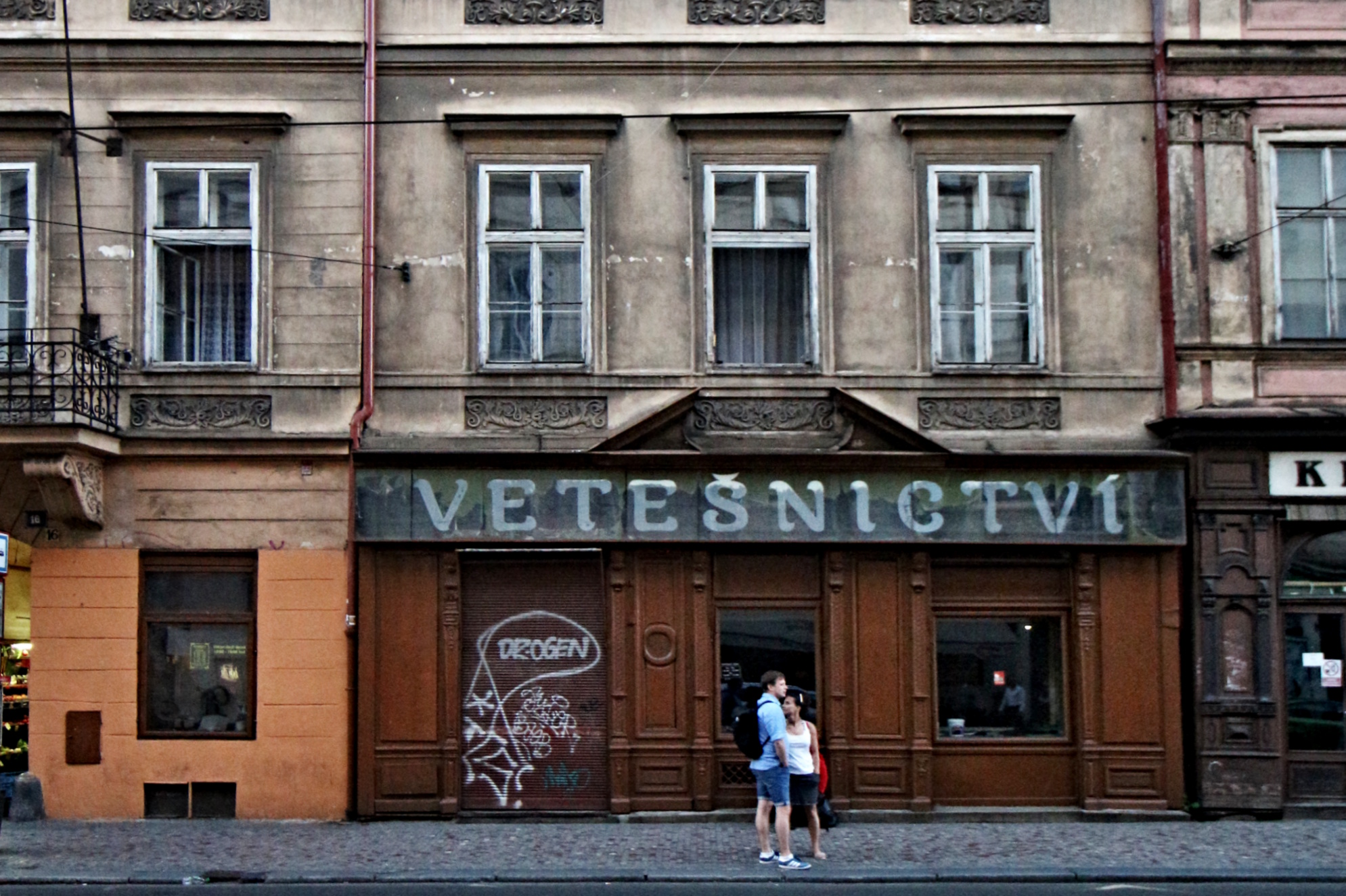
Vetešnictví v Praze na Újezdě

Vetešnictví je starší označení obchodu s použitým, někdy starožitným zbožím – veteší. Majitel takového obchodu se nazývá „vetešník“.
Výraz veteš je pak označení zboží, v současném jazyce má spíše pejorativní význam, tedy zboží, či obecně předměty nevalné kvality.
V anglickém prostředí se vetešnictví nazývá second-hand shop, tedy obchod se zbožím „z druhé ruky“.